# Tokoroten
Tokoroten (心太/ ところてん) là một món ăn trong ẩm thực Nhật Bản được chế biến từ agarophyte. Tokoroten đã được người Nhật ăn từ hơn một ngàn năm nay. Tokoroten được cho là đã được giới thiệu đến Nhật Bản từ Trung Quốc trong thời kỳ Nara. Tokoroten truyền thống được thực hiện bằng cách đun sôi tengusa (Gelidium amansii) và sau đó hỗn hợp được đông cứng lại để trở thành thạch. Tokoroten có thể ăn nóng (trong trạng thái được hòa tan) hoặc lạnh (như gel).
Tokoroten là một món ăn vặt nổi tiếng trong mùa hè ở Edo (Tokyo) trong thời kỳ Edo. Ban đầu, nó được chế biến ra để có thể ăn ngay lập tức và thường được bán quanh các nhà máy. Vào thế kỷ thứ 17, người ta đã khám phá ra rằng, đông lạnh tokoroten sẽ cho ra một sản phảm cứng và khô, được biết như kanten (agar).
Trong khi tokoroten có thể làm từ kanten, thành phần là rong biển như tengusa (Gelidiaceae) và ogonori (Gracilaria), ngày nay sản xuất thương mại kanten chủ yếu là làm từ ogonori.
Sử dụng dụng cụ để làm tokoroten, thạch sẽ được tạo ra hình dáng như những sợi mì. Không giống như các món tráng miệng từ thạch khác, tokoroten có kết cấu cứng hơn. Hương vị và các cách trang trí có thể khác nhau giữa các vùng địa phương và có thể bao gồm các biến thể được thực hiện với sự kết hợp của các thành phần như giấm, nước tương, nori, tiêu cay, hoặc mè. Ở Nhật Bản, tokoroten thường được ăn với hỗn hợp giấm và nước tương.